# Parafia św. Marcina w Pomocnem
Parafia Świętego Marcina w Pomocnem – parafia rzymskokatolicka w dekanacie jaworskim w diecezji legnickiej.

## Historia
Pierwsza wzmianka o tutejszym kościele pochodzi z 1335 roku. Obecny budynek wzniesiono w XIV wieku, przebudowano w 1772 roku i restaurowano w 1963 roku. Barokowy ołtarz główny pochodzi z XVIII wieku. W świątyni znajduje się także sakramentarium z XV wieku.

## Granice administracyjne
Do parafii należą miejscowości: Kondratów, Muchów, Myślibórz, Myślinów, Pomocne.

## Filie

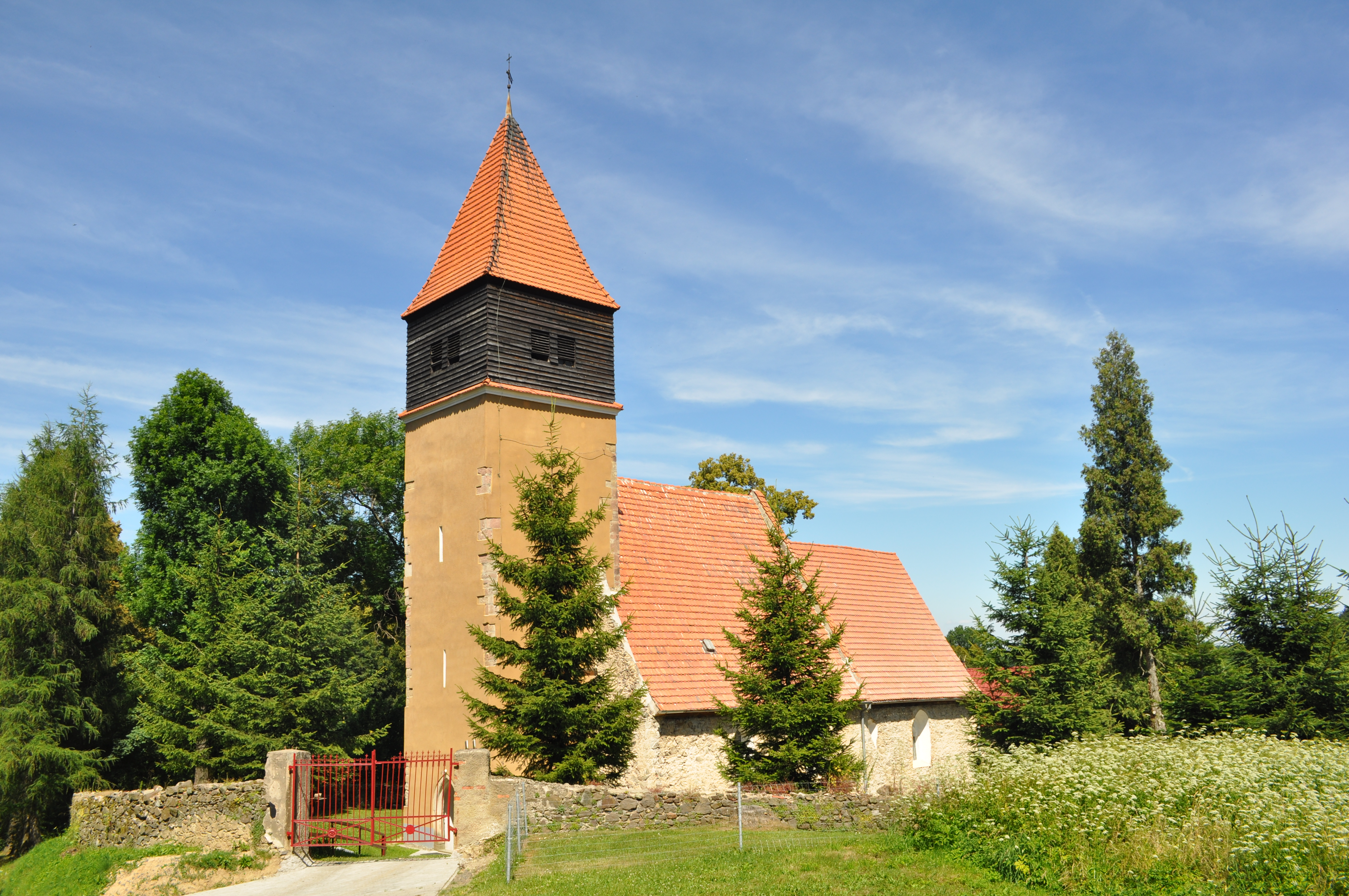
Kościół Wniebowzięcia Najświętszej Maryi Panny

W parafii znajdują się świątynie filialne:
- Kościół św. Jerzego w Kondratowie

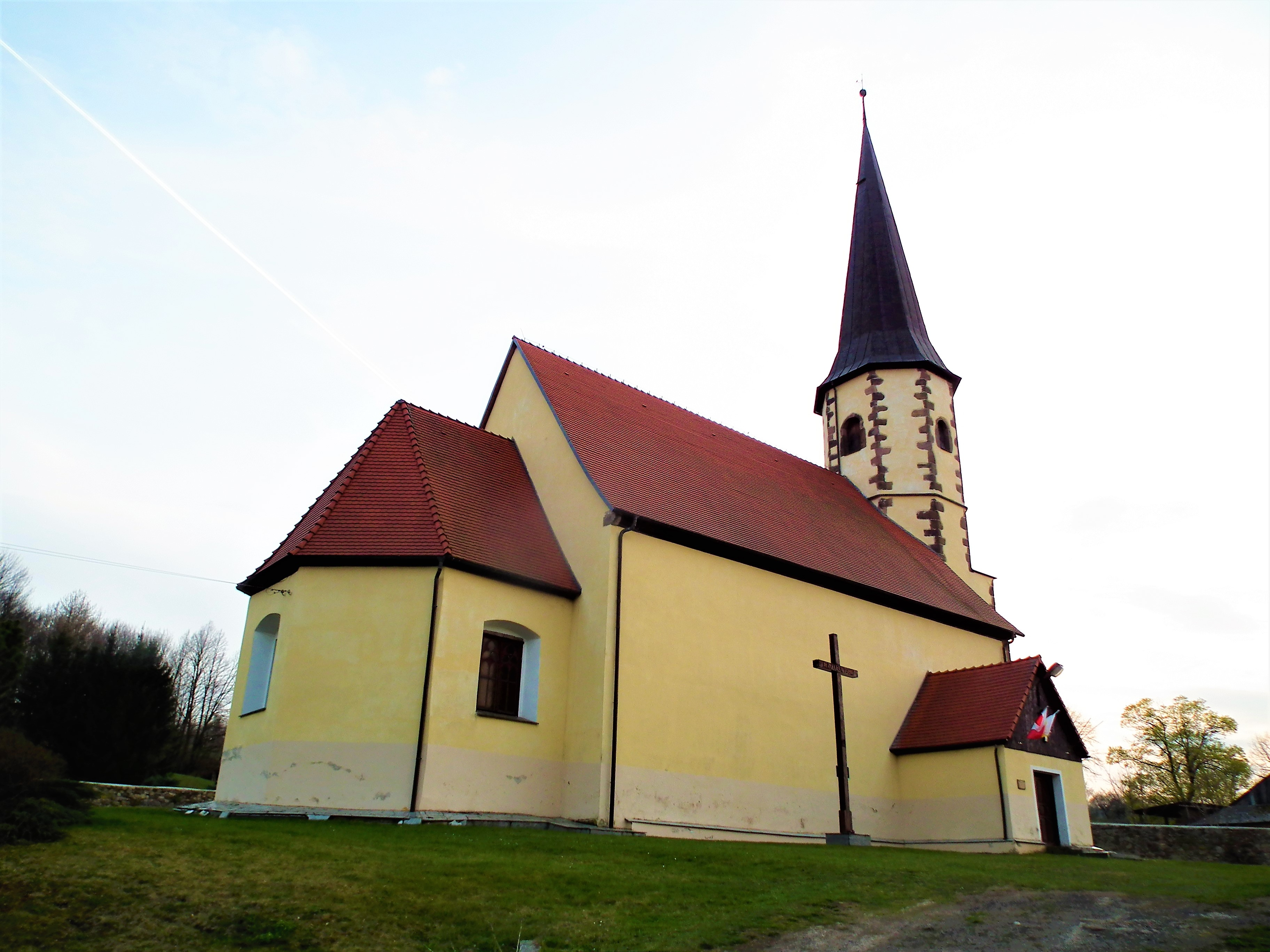
Kościół św. Jerzego w Kondratowie

- Kościół Wniebowzięcia NMP w Myślinowie